# کایتاناک
کایتاناک (به لاتین: Kaytanak) یک منطقهٔ مسکونی در روسیه است که در جمهوری آلتای واقع شده‌است.